# Dino Cazares
Dino Cazares (n. 2 septembrie 1966, El Centro, California), este un muzician american de origine mexicană, chitarist al formației industrial metal Fear Factory. De asemenea el a mai fost membru al formațiilor metal Divine Heresy și Asesino. El a popularizat utilizarea procesoarelor de modelare digitale pentru chitare în muzica metal. Cazares a fost membru fondator al supergrupului Brujeria.

## Discografie

### Nailbomb
- Point Blank (1994)

### Asesino
- Corridos de Muerte (2002)
- Cristo Satanico (2006)

### Fear Factory
- Soul of a New Machine (1992)
- Fear Is the Mindkiller (1993)
- Demanufacture (1995)
- Obsolete (1998)
- Digimortal (2001)
- Concrete (2002)
- Hatefiles (2003)
- The Best Of (2006)
- Mechanize (2010)
- The Industrialist (2012)

### Brujeria
- Matando Güeros (1993)
- Raza Odiada (1995)
- Brujerizmo  (2000)
- Marijuana  (2000)

### Divine Heresy
- Bleed the Fifth (2007)
- Bringer of Plagues (2009)